# أكرض ميمون (ربيس)
أكرض ميمون هو دُوَّار يقع بجماعة أنزي، إقليم تيزنيت، جهة سوس ماسة في المملكة المغربية. ينتمي الدوّار لمشيخة ربيس التي تضم 84 دوار. يقدر عدد سكانه بـ 54 نسمة حسب الإحصاء الرسمي للسكان والسكنى لسنة 2004.
ويبعد حوالي 136 كلم جنوب أكادير عبر تيزنيت ، وحوالي 61 كلم شرق تزنيت. هذا الدوار الصغيرة، لديه موقع جغرافي جميل ورائع في قلب سلسلة جبال الأطلس الصغير مما جعلها في موقع مثالي بالمقارنة مع قرى أخرى في المنطقة أنزي ويقال عن سكانه أنهم يسكنون فوق السحاب لوقوعه على قمة جبل إكي وأكادير الذي يبلغ علوه 1255م . ويمتاز بالهندسة المعمارية القديمة الأمازيغية.

## روابط خارجية
- البوابة الوطنية للجماعات الترابية
- المندوبية السامية للتخطيط